# 궁둥뼈
궁둥뼈(ischium) 또는 좌골(坐骨)은 골반(pelvis)을 구성하는 세 뼈 중의 하나로, 골반의 아래 뒤쪽 부분을 형성한다. 궁둥뼈의 영문명인 'ischium'은 그리스어 'ischion'이 어원이며, 그 뜻은 엉덩이이다.(Taber's, 1985)
엉덩뼈(ilium)의 아래쪽, 두덩뼈(pubis)의 뒤쪽에 위치하며, 이 세뼈가 엉덩관절을 구성한다. 궁둥뼈의 윗부분은 볼기뼈절구(acetabulum)의 1/3을 구성한다.
궁둥뼈는 크게 세부분으로 나눌 수 있다:
- 궁둥뼈몸통(body) - 몸통에서 가장 눈에 띄는 구조물은 뾰족하게 돌출된 궁둥뼈가시(ischial spine)이며, 이 곳에서 위쌍동근(gemellus superior m.)이 일어난다. 이 가시 아래로 함입된 곡선면이 있으며, 이를 작은궁둥패임(lesser sciatic notch)이라고 부른다. 패임에서 아래 뒤쪽을 보면 두껍고 거친 융기면이 나타나는데, 이를 궁둥뼈결절(ischial tuberosity)이라고 한다. 궁둥뼈결절은 사람이 앉을 때 체중의 부하를 지지하는 역할을 하는데, 엉덩이 밑에 손가락을 대고 앉으면 쉽게 만질 수 있다. 또한, 궁둥뼈결절에서는 아래쌍동근(gemellus inferior m.)과 큰모음근(adductor magnus m.)이 일어난다.
- 궁둥뼈위가지(superior ramus) - 속폐쇄근(obturator internus m.)과 바깥폐쇄근(obturator externus m.)의 일부가 일어난다.
- 궁둥뼈아래가지(inferior ramus) - 두덩정강근(gracilis m.)과 큰모음근(adductor magnus)의 일부가 일어난다.

궁둥뼈가지는 앞쪽에서 두덩뼈아래가지와 연결된다. 이 결합은 골반에서 가장 강력한 결합이다.
임상적으로 궁둥뼈가시에 골절이 일어날 때는, 근육이나 인대가 당겨질 때 뼈 조각이 함께 떨어지는 견열골절(avulsion fracture)이 많이 일어난다. (Wootton 1990).

## 추가 이미지

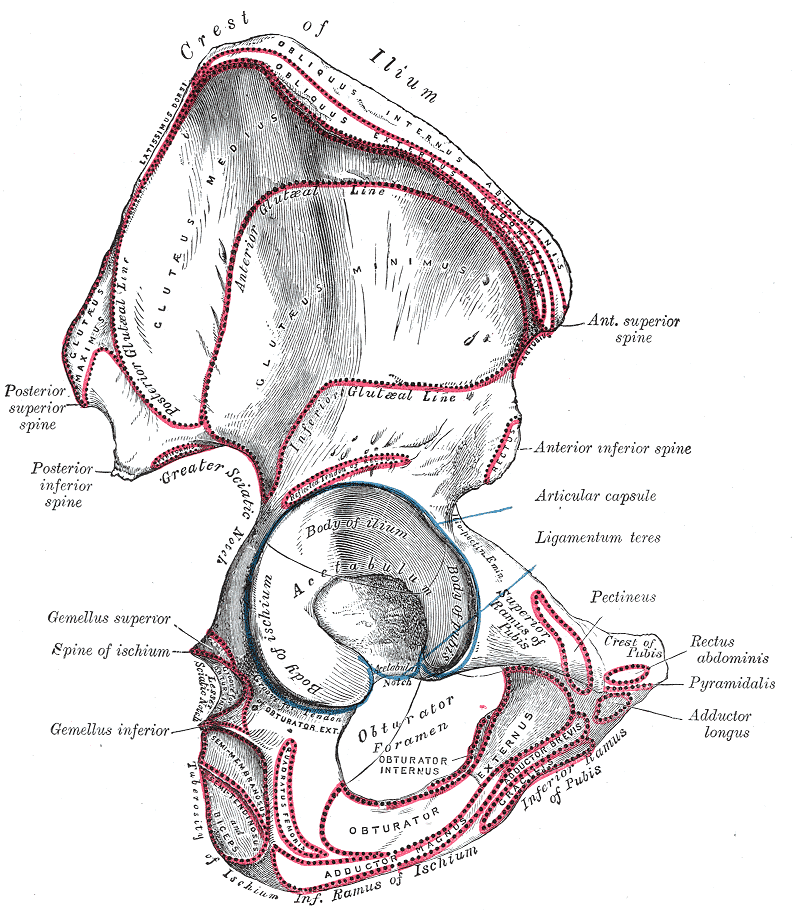
오른쪽 볼기뼈. 바깥면
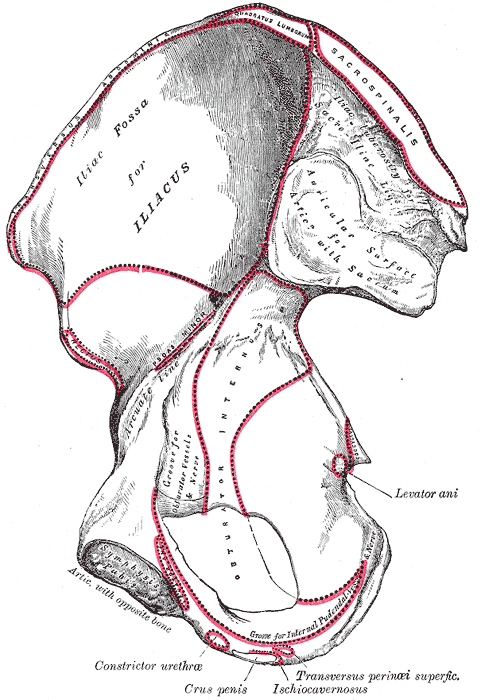
오른쪽 볼기뼈. 속면
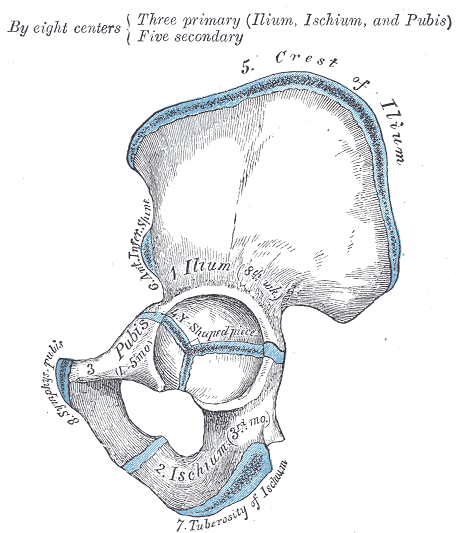
볼기뼈의 평면도
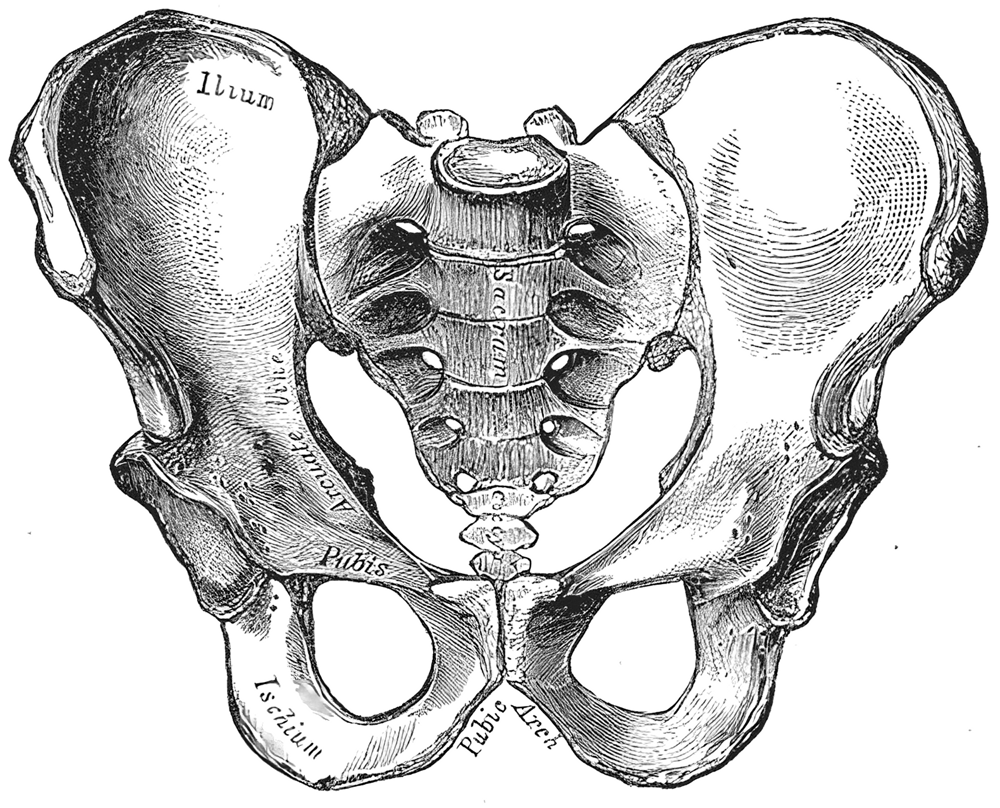
골반
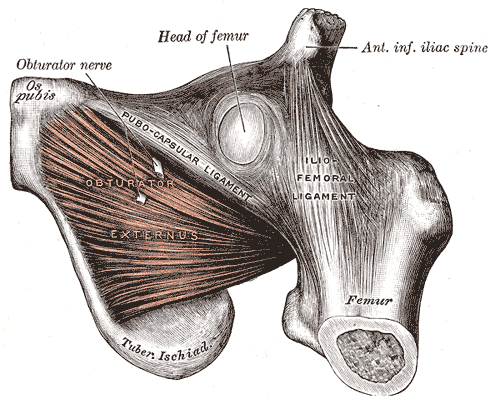
바깥폐쇄근
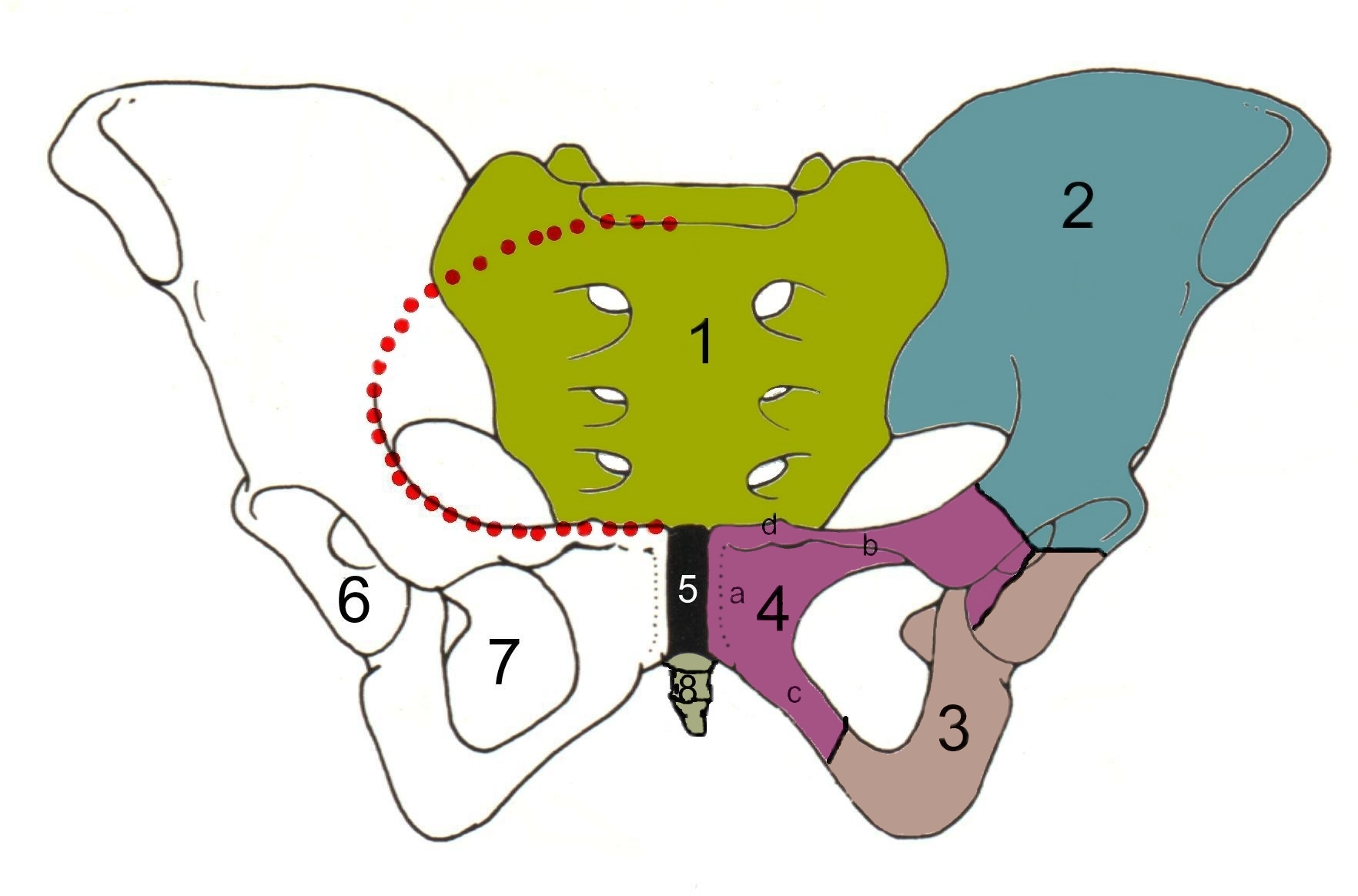
골반

## 같이 보기
- 궁둥이
- 골반

- 볼기뼈

- 엉덩뼈